# Milovice
Milovice − miasto w Czechach, w kraju środkowoczeskim.
Według danych z 31 grudnia 2007 powierzchnia miasta wynosiła 3119 ha, a liczba jego mieszkańców 7 282 osób.
W miejscowości znajduje się stacja kolejowa Milovice.

## Demografia
| Rok             | 1970  | 1980  | 1991  | 2001  | 2003  | 2007  |
| --------------- | ----- | ----- | ----- | ----- | ----- | ----- |
| Liczba ludności | 2 747 | 1 521 | 1 330 | 4 212 | 5 461 | 7 282 |

Źródło: Czeski Urząd Statystyczny